# Josemar Machaísse
Josemar Tiago Machaísse (sinh ngày 7 tháng 8 năm 1987) là một cầu thủ bóng đá người Mozambique thi đấu cho F.C. Bravos do Maquis ở Angola ở vị trí tiền vệ. Anh là thành viên của Đội tuyển bóng đá quốc gia Mozambique.